# Riu Ufà
|  | Aquest article tracta sobre el riu. Vegeu-ne altres significats a «Ufà». |

El riu Ufà o Karaidel - Уфа o Караидель (rus) - és un riu llarg de Rússia. És un afluent per la dreta del Bélaia, un afluent del Kama, i aquest del Volga. Té una llargària de 918 m i una conca de 53.100 km², semblant a la de països com Croàcia o Bòsnia i Hercegovina.
Administrativament, el riu Ufà discorre per l'óblast de Txeliàbinsk, de Sverdlovsk i per Baixkíria, totes tres regions de Rússia.
L'Ufà es glaça des de finals d'octubre i principis de novembre a mitjans d'abril-maig. El riu és navegable, i els principals ports són Krasnoufimsk i Ufà.